# ثيميوس باكاتاكيس
ثيميوس باكاتاكيس (باليونانية: Thimios Bakatakis)‏ (مواليد 1970) هو مصور سينمائي يوناني. عمل كمصور سينمائي للعديد من الأفلام الروائية والقصيرة ومقاطع الفيديو الموسيقية والإعلانات التجارية، وغالبًا ما يتعاون مع المخرج يورجوس لانثيموس في مشاريعه.

## النشأة
ولد باكاتاكيس في أثينا باليونان عام 1970، والتحق بمدرسة السينما والتلفزيون اليونانية في ستافراكوس في نفس المدينة. التقى بالمخرج يورجوس لانثيموس أثناء حضوره ستافراكوس، الذي كان صديقًا له وسيتعاون معه لاحقًا بانتظام بعد تخرجهما.

## أعماله

### الأفلام
| السنة | الفيلم                          | ملاحظات                                                       |
| ----- | ------------------------------- | ------------------------------------------------------------- |
| 2004  | هاردكور [الإنجليزية]            |                                                               |
| 2005  | كينيتا (فيلم) [الإنجليزية]      |                                                               |
| 2009  | أسنان الكلب                     |                                                               |
| 2010  | أتينبيرج [الإنجليزية]           |                                                               |
| 2011  | بورفيريو [الإنجليزية]           |                                                               |
| 2012  | أترك الأنوار مضاءة [الإنجليزية] |                                                               |
| 2012  | إل (فيلم) [الإنجليزية]          |                                                               |
| 2014  | أعمى (فيلم 2014) [الإنجليزية]   |                                                               |
| 2015  | جراد البحر                      |                                                               |
| 2016  | أونا (فيلم) [الإنجليزية]        |                                                               |
| 2017  | مقتل الغزال المقدس              | ترشح لـ جائزة الروح المستقلة لأفضل تصوير سينمائي [الإنجليزية] |
| 2019  | ذا لودج                         |                                                               |